# محافظة تيلميلي
تيلميلي هي محافظة غينية تقع في إقليم كنديا. عاصمتها هي تيلميلي. تبلغ مساحة المحافظة 9216 كيلومتر مربع ويقدر عدد سكانها بـ 284409 نسمة.

## المحافظات الفرعية
تنقسم المحافظة إدارياً إلى 14 محافظة فرعية :
1. مركز تيلميلي
2. بوروال
3. دارامانياكي
4. غوغوجي
5. كوبا
6. كوليه
7. كونستامي
8. ميسيرا
9. سانتو
10. ساريكالي
11. سينتا
12. سوغلون
13. تريهوي
14. ثيونثيان